# Antonio Zapata y Cisneros
Antonio Zapata y Cisneros (ur. 8 października 1550 w Madrycie, zm. 27 kwietnia 1635 tamże) – hiszpański kardynał.

## Życiorys
Urodził się 8 października 1550 roku w Madrycie, jako syn Francisca Zapaty de Cisnerosa i Maríi Clary de Mendozy. Studiował na Uniwersytecie w Salamance, gdzie uzyskał licencjat z prawa kanonicznego. Po przyjęciu święceń kapłańskich został kanonikiem kapituły i inkwizytorem w Toledo. 17 sierpnia 1587 roku został wybrany biskupem Kadyksu, a w listopadzie przyjął sakrę. W 1596 roku został przeniesiony do diecezji Pampeluny. Trzy lata później został członkiem Rady Stanu, jednak nie wypełniał wówczas swoich obowiązków, gdyż przebywał w Rzymie. W 1600 roku został wybrany arcybiskupem Burgos. 9 czerwca 1604 roku został kreowany kardynałem prezbiterem i otrzymał kościół tytularny San Matteo in Merulana. W tym samym roku zrezygnował z zarządzania archidiecezją, a wkrótce potem został protektorem Hiszpanii. W okresie 1620–1622 był wicekrólem Neapolu, a w 1627 roku został inkwizytorem generalnym Hiszpanii. Zmarł 27 kwietnia 1635 roku w Madrycie.